# هنری کاوندیش
سر هنری کاوندیش (به انگلیسی: Henry Cavendish) فیزیک‌دان انگلیسی بود که در ۱۰ اکتبر ۱۷۳۱ در نیس به دنیا آمد.
او که از خانواده‌ای اشرافی و با اصالت بود، شخصیتی بسیار خجالتی و گوشه‌گیر داشت و بیشتر زندگی خود را در انزوا گذراند. کاوندیش از جمله دانشمندان برجسته قرن هجدهم بود که به کشف مهمی چون کشف عنصر هیدروژن دست یافت. او در زمینه‌های الکتریسیته، شیمی و فیزیک تحقیقات زیادی انجام داد و به اصول مهمی چون قانون گازها و مفاهیم هدایت الکتریکی پرداخت. با وجود دستاوردهای چشمگیرش، بسیاری از کارهای علمی کاوندیش به دلیل شخصیت کم‌حرف و تمایل او به دوری از اجتماع تا مدت‌ها ناشناخته ماند. آزمایشگاه کاوندیش در دانشگاه کمبریج به افتخار او نامگذاری شده است. کاوندیش در ۱۸۱۰ درگذشت و آثار او همچنان به عنوان مبنای پژوهش‌های علمی مدرن مورد توجه قرار می‌گیرد.

## شخصیت
وی شخصی ثروتمند و بسیار خجالتی بود و بیشتر زندگی‌اش را در تنهایی می‌گذراند. وی حتی صاحب یک بانک مشترک با ارتش بود. وی با الکتریسیته کار می‌کرد که به تدریج به کشف هیدروژن توسط وی در سال ۱۷۶۶ منتهی شد. 
مادرش چهارمین دختر ویلیام کاوندیش، شخصیت مهم درباری، سیاست‌مدار و نخستین دوک کنت بود و پدرش دانشمند، سیاست‌مدار و یک نجیب‌زاده (اشراف) مشهور بود.
وی در ۱۱ سالگی در مدرسه شبانه‌روزی هاکنی انگلیس مشغول تحصیل گردید. سپس در ۱۸ سالگی در دانشگاه کمبریج به تحصیلات خود ادامه داد، ولی پس از چهار سال بدون گرفتن درجه دانشگاهی آن‌جا را ترک کرد و به اتفاق برادرش به پاریس رفت و در آن‌جا به تحصیل علوم و ریاضیات پرداخت. وی از اجتماعات مردان دوری می‌کرد و با زنان هم نمی‌آمیخت در حالی که زنان به خاطر ثروتش شیفته او بودند. او تا آخر عمر تأهل اختیار نکرد.
ابتلا به خجالت در او «تا مرز یک بیماری» پیش رفته بود و هرگونه تماس با انسان‌ها عمیقاً موجب آشفتگی و ناراحتی‌اش می‌شد.

## اوایل زندگی
هنری کاوندیش در ۱۰ اکتبر ۱۷۳۱ در نیس، جایی که خانواده‌اش در آن زمان زندگی می‌کردند، به دنیا آمد. مادرش لیدی آن دو گری، چهارمین دختر هنری گری، دوک اول کنت، و پدرش لرد چارلز کاوندیش، سومین پسر ویلیام کاوندیش، دومین دوک دوونشایر بود. این خانواده نسب خود را در طول هشت قرن تا زمان نورمان‌ها ردیابی کردند و ارتباط نزدیکی با بسیاری از خانواده‌های اشرافی بریتانیای کبیر داشتند. مادر هنری در سال ۱۷۳۳، سه ماه پس از تولد دومین پسرش، فردریک، و اندکی قبل از دومین سالگرد تولد هنری درگذشت، و لرد چارلز کاوندیش را ترک کرد تا دو پسرش را بزرگ کند. هنری کاوندیش به عنوان «هنری کاوندیش شریف» ملقب شد.
هنری از ۱۱ سالگی به مدرسه نیوکومز که یک مدرسه خصوصی در نزدیکی لندن بود، رفت. در سن ۱۸ سالگی (در ۲۴ نوامبر ۱۷۱۴۸) وارد دانشگاه کمبریج در کالج سنت پیتر شد، که اکنون به عنوان پیترهاوس شناخته می‌شود، اما سه سال بعد در ۲۳ فوریه ۱۷۵۱ بدون اخذ مدرک (در آن زمان، یک اتفاق معمول) دانشگاه را ترک کرد. سپس با پدرش در لندن زندگی و به زودی آزمایشگاه خود را در آنجا برقرار کرد.
لرد چارلز کاوندیش زندگی خود را ابتدا در سیاست و سپس به‌طور فزاینده ای در علم، به ویژه در انجمن سلطنتی لندن گذراند. در سال ۱۷۵۸، او هنری را به جلسات انجمن سلطنتی و همچنین به شام‌های باشگاه انجمن سلطنتی برد. در سال ۱۷۶۰، هنری کاوندیش به عضویت هر دو گروه انتخاب شد و پس از آن در حضور خود سخت کوشید. او عملاً هیچ مشارکتی در سیاست نداشت، اما از طریق تحقیقات و مشارکت در سازمان‌های علمی، پدرش را در علم دنبال کرد. او در شورای انجمن سلطنتی لندن (که در سال ۱۷۶۵ به عضویت آن انتخاب شد) فعال بود.
علاقه و تخصص او در استفاده از ابزارهای علمی، او را به ریاست کمیته ای برای بررسی ابزارهای هواشناسی انجمن سلطنتی و کمک به ارزیابی ابزار رصدخانه رویال گرینویچ هدایت کرد. اولین مقاله او، هواهای ساختگی، در سال ۱۷۶۶ منتشر شد. کمیته‌های دیگری که او در آنها خدمت می‌کرد شامل کمیته مقالات، که مقالات را برای انتشار در مذاکذات فلسفی انجمن سلطنتی انتخاب می‌کرد، و کمیته‌های انتقال زهره (۱۷۶۹) برای جاذبه گرانشی کوه‌ها (۱۷۷۴)، و برای دستورالعمل‌های علمی برای سفر کنستانتین فیپس (۱۷۷۳) در جستجوی قطب شمال و گذرگاه شمال غربی بود. در سال ۱۷۷۳، هنری به عنوان متولی منتخب موزه بریتانیا به پدرش پیوست که زمان و تلاش زیادی را به آن اختصاص داد. اندکی پس از تأسیس مؤسسه سلطنتی بریتانیا، کاوندیش یک مدیر شد (۱۸۰۰) و به ویژه در آزمایشگاه، که در آنجا آزمایش‌های شیمیایی همفری دیوی را مشاهده کرد و در آن کمک کرد، علاقه‌مند شد.

## کشفیات علمی
در بین تحقیقات وی، کشف هیدروژن، کشف ترکیب آب در سال ۱۷۸۴ و چگالی زمین در سال ۱۷۸۹ دیده می‌شود.
بخش بزرگی از کارهای کاوندیش تا اواخر سدهٔ نوزدهم که جیمز کلرک مکسول عهده‌دار ویرایش نوشته‌هایش برای انتشار شد، همچنان ناشناخته مانده‌بود و تا آن زمان بسیاری از آن‌ها به نام دیگران ثبت شده بود. آزمایش‌های او در زمینهٔ رسانایی الکتریکی، نزدیک به یک سده از زمان خود جلوتر بودند. کاوندیش در میان انبوه‌های کارهایی که انجام داد توانست قانون بقای انرژی، قانون اُهم، قانون دالتن برای فشارهای جزیی، قانون نسبت‌های متقابل ریشتر، قانون گازهای شارل و اصول رسانایی الکتریکی را کشف یا پیش‌بینی کند، اما کسی از این کشفیات او باخبر نشد. او همچنین سرنخ‌هایی از خود برجا گذاشت که مستقیماً به کشف گروه عناصر معروف به گازهای نجیب منجر شد.

## تحقیقات در شیمی

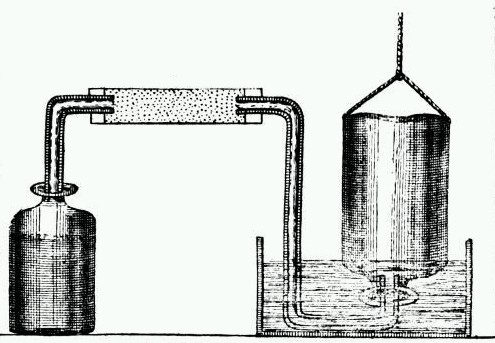
اسکن نقشه دستگاه کاوندیش برای تولید گاز هیدروژن

در زمان مرگ پدرش، کاوندیش شروع به همکاری نزدیک با چارلز بلاگدن کرد، انجمنی که به بلاگدن کمک کرد تا به‌طور کامل وارد جامعه علمی لندن شود. در عوض، بلاگدن به دور نگه داشتن کاوندیش از جهان کمک کرد. کاوندیش کتاب و مقاله کمی منتشر کرد، اما دستاوردهای زیادی داشت. چندین زمینه تحقیقاتی، از جمله مکانیک، اپتیک، و مغناطیس، به‌طور گسترده در دست نوشته‌های او دیده می‌شود، اما به ندرت در آثار منتشر شده او دیده می‌شود. کاوندیش یکی از به اصطلاح شیمیدانان هواشناس قرن هجدهم و نوزدهم به همراه جوزف پریستلی، جوزف بلک و دانیل رادرفورد محسوب می‌شود. کاوندیش دریافت که یک گاز معین، عجیب و بسیار قابل اشتعال، که از آن به عنوان «هوای قابل اشتعال» یاد کرد، از اثر اسیدهای خاص بر روی فلزات خاص تولید می‌شود. این گاز هیدروژن بود که کاوندیش به درستی حدس زد که نسبت آن در آب دو به یک است.
اگرچه دیگران، مانند رابرت بویل، گاز هیدروژن را زودتر تهیه کرده بودند، اما اعتبار شناخت ماهیت عنصری آن معمولاً به کاوندیش داده می‌شود. در سال ۱۷۷۷، کاوندیش کشف کرد که هوای بازدمی توسط پستانداران به «هوای ثابت» (دی‌اکسید کربن) تبدیل می‌شود، نه به «هوای فلوژیستیک» همان‌طور که جوزف پریستلی پیش‌بینی کرده بود. همچنین با حل کردن قلیاها در اسیدها، کاوندیش دی‌اکسید کربن تولید کرد که همراه با گازهای دیگر در بطری‌هایی که روی آب یا جیوه معکوس شده بودند جمع‌آوری کرد. سپس حلالیت آنها در آب و وزن مخصوص آنها را اندازه‌گیری کرد و به قابلیت احتراق آنها اشاره کرد. او در مقاله خود در سال ۱۷۷۸ با عنوان «ملاحظات عمومی در مورد اسیدها» به این نتیجه رسید که هوای قابل تنفس اسیدیته را تشکیل می‌دهد. کاوندیش برای این مقاله مدال کوپلی انجمن سلطنتی را دریافت کرد. شیمی گاز در نیمه دوم قرن هجدهم اهمیت فزاینده ای داشت و برای اصلاح شیمی فرانسوی آنتوان لوران لاووازیه، که عموماً به عنوان انقلاب شیمیایی شناخته می‌شود، حیاتی شد.
در سال ۱۷۸۳، کاوندیش مقاله ای در مورد ایدیومتری (اندازه‌گیری خوبی گازها برای تنفس) منتشر کرد. او ادیومتر جدیدی از اختراع خود را توصیف کرد که با استفاده از روشی غیردقیق اندازه‌گیری گازها با وزن کردن آنها، بهترین نتایج را تا به امروز به دست آورد. سپس، پس از تکرار آزمایشی در سال ۱۷۸۱ که توسط پریستلی انجام شد، کاوندیش مقاله‌ای در مورد تولید آب خالص با سوزاندن هیدروژن در «هوای دفلوژیستیک شده» (هوا در فرایند احتراق، که اکنون به نام اکسیژن شناخته می‌شود) منتشر کرد. کاوندیش به این نتیجه رسید که سوختن هیدروژن به جای سنتز شدن، باعث متراکم شدن آب از هوا می‌شود. برخی از فیزیکدانان هیدروژن را به عنوان فلوژیستون خالص تفسیر کردند. کاوندیش یافته‌های خود را حداکثر تا مارس ۱۷۸۳ به پریستلی گزارش کرد، اما آنها را تا سال بعد منتشر نکرد. مخترع اسکاتلندی جیمز وات مقاله ای در مورد ترکیب آب در سال ۱۷۸۳ منتشر کرد. بحث و جدل در مورد اینکه چه کسی اولین بار این کشف را انجام داد، آغاز شد.
در سال ۱۷۸۵، کاوندیش ترکیب هوای معمولی (یعنی جوی) را بررسی کرد و نتایج بسیار دقیقی به دست آورد. او آزمایش‌هایی انجام داد که در آن‌ها هیدروژن و هوای معمولی با نسبت‌های شناخته شده ترکیب شدند و سپس با جرقه‌ای از الکتریسیته منفجر شدند. علاوه بر این، او همچنین آزمایشی را توصیف کرد که در آن توانست با اصطلاحات مدرن، گازهای اکسیژن و نیتروژن را از یک نمونه هوای اتمسفر حذف کند تا زمانی که فقط حباب کوچکی از گاز واکنش نداده در نمونه اصلی باقی بماند. کاوندیش با استفاده از مشاهدات خود مشاهده کرد که وقتی مقدار هوای فلوژیستی (نیتروژن) و هوای تخلیه شده (اکسیژن) را تعیین کرد، حجمی از گاز به میزان ۱/۱۲۰ حجم اولیه نیتروژن باقی می‌ماند. با اندازه‌گیری‌های دقیق، او به این نتیجه رسید که «هوای معمولی شامل یک قسمت هوای تخلیه‌شده [اکسیژن]، مخلوط با چهار [نیتروژن] فلوژیست‌شده است».
در دهه ۱۸۹۰(حدود ۱۰۰ سال بعد) دو فیزیکدان انگلیسی، ویلیام رمزی و لرد ریلی، متوجه شدند که گاز بی اثر تازه کشف شده آنها، آرگون، مسئول باقیمانده مشکل ساز کاوندیش است. او خطایی نکرده بود. کاری که او انجام داده بود انجام آزمایش‌های کمّی دقیق با استفاده از ابزارها و روش‌های استاندارد شده با هدف نتایج تکرارپذیر بود. میانگین نتیجه چندین آزمایش را در نظر گرفت. و منابع خطا را شناسایی و مجاز کرد. ترازویی که او استفاده کرد و توسط صنعتگری به نام هریسون ساخته شد، اولین ترازوی دقیق قرن هجدهم بود و به اندازه ترازو لاووازیه (که با دقت یک در ۴۰۰۰۰۰ اندازه می‌گیرد) دقیق بود. کاوندیش با سازندگان دستگاه خود کار کرد و به‌طور کلی دستگاه‌های موجود را بهبود بخشید تا دستگاه‌های کاملاً جدید را اختراع کند.
همان‌طور که در بالا اشاره شد، کاوندیش از زبان نظریه قدیمی فلوژیستون در شیمی استفاده کرد. در سال ۱۷۸۷، او یکی از اولین کسانی بود که در خارج از فرانسه به نظریه جدید ضد فلوژیستی لاووازیه روی آورد، اگرچه در مورد نامگذاری نظریه جدید تردید داشت. پایه ابتدایی کاوندیش که در چارچوب مکانیسم نیوتنی کار می‌کرد، در دهه ۱۷۶۰ به مسئله ماهیت گرما پرداخت و گرما را نتیجه حرکت ماده توضیح داد.
در سال ۱۷۸۳، او مقاله‌ای دربارهٔ دمای انجماد جیوه منتشر کرد و در آن مقاله از ایده گرمای نهان استفاده کرد، اگرچه او از این اصطلاح استفاده نکرد زیرا معتقد بود که این اصطلاح به معنای پذیرش نظریه مادیت گرما است. او مشاهدات خود را در مقاله خود در سال ۱۷۸۴ به صراحت بیان کرد. او در ادامه یک نظریه عمومی گرما را توسعه داد که نسخه خطی آن نظریه به‌طور متقاعدکننده ای به اواخر دهه ۱۷۸۰ تاریخ گذاری شده است. نظریه او در عین حال ریاضی و مکانیکی بود: این نظریه حاوی اصل بقای گرما (که بعداً به عنوان نمونه ای از بقای انرژی شناخته شد) و حتی مفهوم (اگرچه نه برچسب) معادل مکانیکی گرما را شامل می‌شد.

## پژوهش‌ها در الکتریسیته
آزمایش‌های الکتریکی و شیمیایی کاوندیش، مانند آزمایش روی گرما، زمانی آغاز شده بود که او با پدرش در آزمایشگاهی در خانه‌شان در لندن زندگی می‌کرد. لرد چارلز کاوندیش در سال ۱۷۸۳ درگذشت و تقریباً تمام دارایی بسیار قابل توجه خود را به هنری واگذار کرد. نظریه جامع الکتریسیته کاوندیش نیز مانند نظریه گرما، از نظر شکلی ریاضی بود و مبتنی بر آزمایش‌های کمّی دقیق بود. او با همکاری همکارش، تیموتی لین، یک ماهی اژدر مصنوعی ساخت که می‌توانست شوک‌های الکتریکی ایجاد کند تا نشان دهد که منبع شوک این ماهی‌ها برق است. او نسخه اولیه‌ای از نظریه الکتریسیته خود را در سال ۱۷۷۱ منتشر کرد که بر اساس یک سیال الکتریکی گسترده که فشار وارد می‌کرد، بود. او نشان داد که اگر شدت نیروی الکتریکی با فاصله نسبت معکوس داشته باشد، سیال الکتریکی بیشتر از مقدار مورد نیاز برای خنثی الکتریکی روی سطح بیرونی یک کره برق‌دار قرار می‌گیرد. سپس او این را به صورت تجربی تأیید کرد. کاوندیش پس از این مقاله اولیه به کار بر روی برق ادامه داد، اما او چیزی در مورد این موضوع منتشر نکرد.
کاوندیش مقالاتی در مورد موضوعات الکتریکی برای انجمن سلطنتی نوشت اما بخش اعظم آزمایش‌های الکتریکی او شناخته نشد تا اینکه یک قرن بعد، در سال ۱۸۷۹ توسط جیمز کلرک ماکسول جمع‌آوری و منتشر شد. با همین نتایج اعتبار دارد. مقالات الکتریکی کاوندیش از معاملات فلسفی انجمن سلطنتی لندن، همراه با اکثر دست‌نوشته‌های برقی او، در مقالات علمی افتخاری هنری کاوندیش، F.R.S تجدید چاپ شده است. (۱۹۲۱). طبق نسخه ۱۹۱۱ دانشنامهٔ بریتانیکا، در میان اکتشافات کاوندیش مفهوم پتانسیل الکتریکی (که او آن را «درجه الکتریسیته شدن» نامید)، یک واحد اولیه خازن (کره ای به قطر یک اینچ)، فرمول برای ظرفیت خازن صفحه ای، مفهوم ثابت دی الکتریک یک ماده، رابطه بین پتانسیل الکتریکی و جریان (که اکنون قانون اهم نامیده می‌شود) (۱۷۸۱)، قوانینی برای تقسیم جریان در مدارهای موازی (اکنون به چارلز نسبت داده می‌شود. وتستون)، و قانون مربع معکوس تغییر نیروی الکتریکی با فاصله، که اکنون قانون کولن نامیده می‌شود.

## شخصیت و میراث
کاوندیش دو ثروت را به ارث برد که به قدری بزرگ بودند که ژان باپتیست بیو او را «ثروتمندترین دانشمندان و آگاه‌ترین ثروتمندان» نامید. کاوندیش در زمان مرگش بزرگ‌ترین سپرده گذار در بانک انگلستان بود. او مردی خجالتی بود که از جامعه فراری بود و تا جایی که می‌توانست از آن دوری می‌کرد. او می‌توانست در آن واحد تنها با یک نفر صحبت کند، آن هم در صورتی که آن شخص آشنا و مرد بود. او کم صحبت می‌کرد، همیشه کت و شلوار قدیمی می‌پوشید و هیچ وابستگی عمیق شخصی در خارج از خانواده‌اش پیدا نمی‌کرد. کاوندیش کم حرف و منزوی بود و بسیاری او را عجیب و غریب می‌دانستند. او تنها از طریق یادداشت با خدمتکاران زن خود ارتباط برقرار می‌کرد. طبق یک روایت، کاوندیش یک راه‌پله پشتی به خانه خود اضافه کرد تا از برخورد با خدمتکار خود پرهیز کند، زیرا او به ویژه از زنان خجالت می‌کشید. گزارش‌های معاصر از شخصیت او باعث شده است که برخی از مفسران مدرن، مانند الیور ساکس، حدس بزنند که او به سندرم آسپرگر، نوعی از اوتیسم مبتلا بوده است.
تنها حضور اجتماعی او باشگاه جامعه سلطنتی بود که اعضای آن قبل از جلسات هفتگی با هم شام می‌خوردند. کاوندیش به ندرت این جلسات را از دست می‌داد و عمیقاً مورد احترام معاصرانش بود. با این حال، خجالتی بودن او باعث می‌شد کسانی که "نظرات او را می‌جویند… فقط با خودشان صحبت کنند. اگر اظهارات آنها … شایسته بود، ممکن بود پاسخی زمزمه‌ای دریافت کنند، اما اغلب صدای جیر جیر غمگینی (صدای او) را می‌شنیدند. (به نظر می‌رسد که صدای زیری داشته است) و برای یافتن یک جای خالی واقعی و چهرهٔ کاوندیش که در حال فرار برای یافتن گوشه ای آرام تر بود، رو به رو می‌شدند.». دیدگاه‌های مذهبی کاوندیش نیز برای زمان او عجیب و غریب تلقی می‌شد. او را ندانم‌گرا می‌دانستند. همانطور که زندگینامه نویس او، جورج ویلسون، اظهار می‌کند: "او هیچ مذهبی نداشت."
چیدمان محل سکونت او تنها کسری از فضا را برای آسایش شخصی در نظر گرفته بود، زیرا کتابخانه‌اش جدا بود، اتاق‌های بالا و چمن‌زار برای رصدهای نجومی و اتاق نشیمن او آزمایشگاهی بود با یک فورج در اتاق مجاور. او همچنین از جمع‌آوری اثاثیه خوب لذت می‌برد، که نمونه آن خرید مجموعه‌ای از «ده صندلی چوبی منبت کاری شده با کاناپه پاچه‌دار کابریولی مشابه» بود.
کاوندیش به دلیل رفتار غیراجتماعی و مخفیانه‌اش، اغلب از انتشار آثارش اجتناب می‌کرد و بسیاری از یافته‌های او حتی به دانشمندان همکارش هم گفته نمی‌شد. در اواخر قرن نوزدهم، مدت‌ها پس از مرگش، جیمز کلرک ماکسول به بررسی مقالات کاوندیش پرداخت و مشاهدات و نتایجی را یافت که به دیگران نسبت داده شده بود. نمونه‌هایی از آنچه در اکتشافات یا پیش‌بینی‌های کاوندیش گنجانده شد، قانون نسبت‌های متقابل ریشتر، قانون اهم، قانون فشارهای جزئی دالتون، اصول هدایت الکتریکی (از جمله قانون کولن) و قانون گازهای چارلز بود. نسخه خطی «حرارت» که به‌طور آزمایشی بین سال‌های ۱۷۸۳و ۱۷۹۰ برمی‌گردد، یک «نظریه مکانیکی گرما» را توصیف می‌کند. تا به حال ناشناخته، نسخه خطی در اوایل قرن ۲۱ مورد تجزیه و تحلیل قرار گرفت. راسل مک کورماخ، مورخ علم، پیشنهاد کرد که «گرما» تنها اثر قرن هجدهم است که ترمودینامیک را پیش‌بینی می‌کند. فیزیکدان نظری دیتریش بلیتز به این نتیجه رسید که در این اثر کاوندیش «ماهیت گرما را اساساً درست دریافت کرده است».
همان‌طور که کاوندیش آزمایش معروف خود را در مورد چگالی زمین در یک ساختمان بیرونی در باغ ملک خود در Clapham Common انجام می‌داد، همسایگان او به ساختمان اشاره می‌کردند و به فرزندان خود می‌گفتند که اینجا جایی است که دنیا وزن می‌شود. به افتخار دستاوردهای هنری کاوندیش و به دلیل وقف اعطا شده توسط ویلیام کاوندیش، بستگان هنری، هفتمین دوک دوونشایر، آزمایشگاه فیزیک دانشگاه کمبریج توسط ماکسول، اولین استاد فیزیک کاوندیش و از تحسین‌کنندگان کار کاوندیش، آزمایشگاه کاوندیش نام گرفت.

## مرگ
کاوندیش در ۲۴ فوریه ۱۸۱۰ در کلافام درگذشت (به عنوان یکی از ثروتمندترین مردان بریتانیا) و همراه با بسیاری از اجدادش در کلیسایی که اکنون کلیسای جامع دربی نام دارد به خاک سپرده شد. جاده ای که در دربی در آن زندگی می‌کرد به نام او نامگذاری شده است. آزمایشگاه کاوندیش دانشگاه کمبریج توسط یکی از بستگان بعدی کاوندیش، ویلیام کاوندیش، هفتمین دوک دوونشایر (رئیس دانشگاه از ۱۸۶۱تا ۱۸۹۱) وقف شد.